# 東涌綫
東綫是港鐵營運的通勤鐵路綫，也是機場鐵路的一部份。來往大嶼山東涌站與中環的香港站，途經大嶼山北岸、青衣島、荔景和西九龍填海區，全長31.1公里，車程約27分鐘，大部分路段和機場快綫並行或共用轨道。東涌綫於1998年6月22日通車，通車時只有6個站，後來南昌站和欣澳站分別在2003年12月16日和2005年6月1日啟用，現時共有8個車站。另外，東涌西延線及小蠔灣站分別也在2023年5月25日及12月6日動工。屆時東涌綫延線會增設東涌西站及東涌東站，預計在2029年12月啟用。而小蠔灣站則預計2030年啟用。
東涌綫是全香港首條全綫安裝月台幕門的鐵路綫，東涌綫的香港、九龍、奧運、荔景、青衣及東涌站也是首批安裝月台幕門的車站。

## 概要

### 機場鐵路
機場鐵路工程是香港機場核心計劃之一，為香港國際機場及後勤區（即北大嶼山新市鎮）興建連接九龍西及香港島的快速鐵路。工程共建造成兩條路綫，即機場快綫及東涌綫（通車前曾稱為「大嶼山綫」）。部分路段（西區沉管隧道、青衣至欣澳段及欣澳至小蠔灣車廠段）由兩條綫共用兩條來回方向的路軌，其他路段則共有四條路軌。

#### 東涌綫

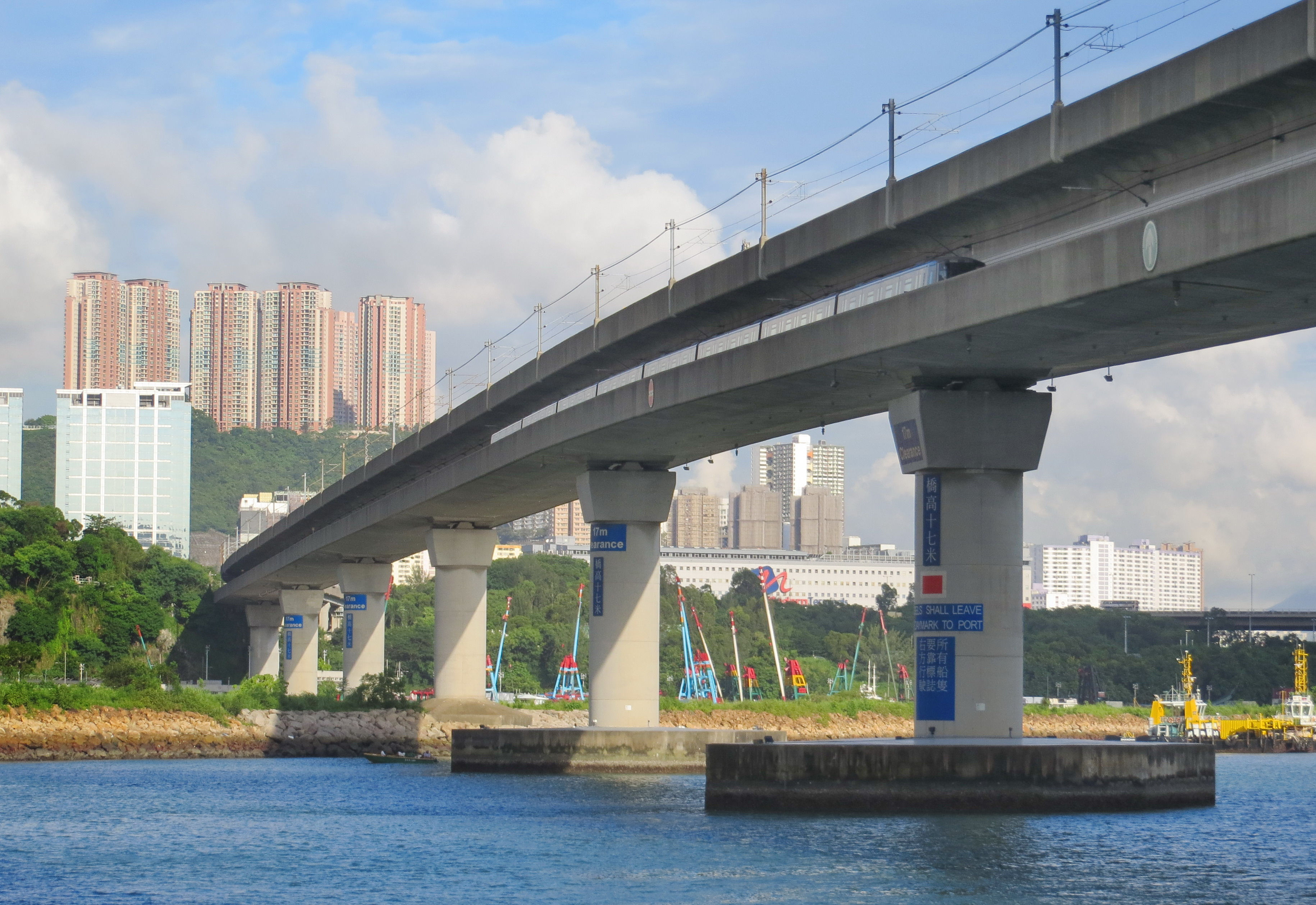
東涌綫列車正駛經青荔橋

東涌綫由大嶼山東涌站開始，經過北大嶼山、青嶼幹線，再經青衣島和青荔橋、西九龍填海區和香港第三條過海鐵路隧道，最後以位於中環填海區的香港站為終點站，於1998年6月22日全綫通車，是首條連接離島區、青衣及大角咀的鐵路路綫，亦是繼荃灣綫後，第二條連接新界區的原地鐵系統路綫。本綫總站設於東涌新市鎮，故命名為「東涌綫」。東涌綫亦減輕荃灣綫在1994至96年間飽和狀態和達到分流作用。截至2020年，東涌綫共有8個車站，當中有6個為轉車站。除香港站、九龍站及東涌站為地底車站外，其他車站均為架空或地面車站。不同於其他前地下鐵路公司（於2007年與九廣鐵路合併為港鐵）路綫，東涌綫多數路段均為架空及地面路段。
東涌綫在路綫圖中以橙色代表。東涌綫的車站位置大部分位於新發展區住宅區，所以東涌綫在通車初期時乘客量偏低，隨著國際金融中心、漾日居、擎天半島、奧海城、青衣城及東堤灣畔等沿綫物業相繼於1999年之後啟用及車站沿綫地區發展成熟和本綫對葵涌及荃灣市區需求量不斷增加，加上以接駁當時九廣西鐵的南昌站、香港迪士尼樂園及昂坪360相繼啟用以及來往愉景灣的愉景灣隧道建成後導致乘客量急速增長，因此地鐵公司於2005年向韓國Rotem株式會社為東涌綫訂購4列新列車。
展望香港迪士尼樂園度假區的樂園擴建及酒店增建、南昌站上蓋物業（匯璽）發展、廣深港高速鐵路西九龍站、西九文化區及港珠澳大橋的興建、葵涌及荃灣商貿區及愉景灣不斷發展，東涌綫的乘客量將不斷增加。因此，港鐵為東涌綫加開特別班次。於周一至周五的上、下午繁忙時間及周六的上午繁忙時間，加開短程班次往來青衣站至香港站（4至5分鐘一班）。不過由於受到COVID-19疫情的嚴峻影響，政府實行的抗疫措施令乘客量大為減少，因此由2020年2月29日起，星期六全日所有東涌綫列車均暫時以東涌站為終點站直至另行通知。
現時東涌綫的班次約為每4-12分鐘一班，設計最終班次為2.25分鐘一班（香港至青衣段）或4.5分鐘一班（全綫）。根據港鐵公司所指，機場鐵路兩條行車線的行車方案如下：
|                    | 方案一                                                | 方案二（現正採用）                                                 |
| ------------------ | ----------------------------------------------------- | ------------------------------------------------------------------ |
| 班次編配           | 東涌綫往東涌 機場快綫往機場、博覽館 東涌綫往青衣 重覆 | 東涌綫往東涌 機場快綫往機場、博覽館 東涌綫往東涌 東涌綫往青衣 重覆 |
| 香港站至九龍站班次 | - 設計：每小時最多39班車 - 實際：每小時最多33班車     | - 設計：每小時最多36班車 - 實際：每小時最多32班車                  |

## 歷史
港英政府於1989年10月正式公佈「機場核心計劃」，在大嶼山的赤鱲角興建新機場，取代已經飽和，位於九龍城區的啟德機場。港英政府邀請香港地下鐵路公司負責興建大嶼山機場鐵路（簡稱「機鐵」），以連接新機場至香港市區。當時的機場鐵路共規劃了10個車站位置，分別是中環香港、西九龍、大角咀、茘景、青衣、陰澳、小濠灣、大濠灣、東涌及赤鱲角。初期媒體以「大嶼山綫」稱呼本綫。
工程最終要等待中國政府和英國政府，於1994年11月達成財務及土地安排協議，並獲立法局通過後才能正式動工。最終大嶼山機場鐵路成為兩條地鐵路綫，分別是東涌綫和機場快綫。1998年6月21日，時任香港特別行政區行政長官董建華與香港地鐵公司主席蘇澤光主持開幕儀式，並於翌日正式運作。
另一方面，隨著九廣西鐵的興建，當時的九鐵公司亦決定於西九龍公路之下的機場鐵路路軌興建南昌站，同時亦邀請地鐵公司於南昌站增設地鐵月台，車站最終於2003年12月16日啟用，並成為全港第一個地鐵與九鐵共同興建及使用的車站；2005年6月1日，地鐵於青衣站和東涌站之間新建的車站欣澳站亦已啟用，此車站為連接迪士尼綫前往香港迪士尼樂園度假區和取代在東涌站乘坐巴士直達愉景灣。

### 擴展
東涌東站及東涌西站於2023年5月25日開工，造價約190億港元，其中政府將資助180億港元，預計2029年連同小蠔灣站一同落成。
為方便及有充足的時間安裝東涌東站道岔，東涌綫往返東涌站的列車服務則於2024年10月26日及2025年4月19日提早約兩小時結束，至於東涌綫往返香港站至欣澳站的列車服務則不受影響，期間港鐵亦會為受影響乘客提供往返東涌站至欣澳站的免費接駁巴士。

### 年表
- 1989年10月11日：香港政府公佈香港機場核心計劃。
- 1991年9月3日：中英雙方簽署《關於香港新機場建設及有關問題的諒解備忘錄》。
- 1994年11月：中英就機鐵工程達成協議，地鐵公司之後陸續批出承建合約，機場鐵路於翌年4月正式開工。
- 1998年6月22日：東涌綫通車，當時設有香港站、九龍站、奧運站、荔景站、青衣站和東涌站，由港鐵機場鐵路Adtranz-CAF列車的7卡列車運作。
- 1998年7月6日：機場快綫通車，香港站、九龍站和青衣站成為轉乘站。
- 2003年5月：東涌綫首列8卡列車啟用。
- 2003年6月2日：南昌站竣工，奧運至荔景4綫軌道啟用，為南昌站的啟用作準備。
- 2003年12月16日：南昌站啟用，以配合九廣西鐵試搭日及正式通車。
- 2003年12月20日：九廣西鐵通車，南昌站成為轉乘站。
- 2005年6月1日：欣澳站啟用，以配合迪士尼綫通車。
- 2005年8月1日：迪士尼綫通車，欣澳站成為轉乘站。
- 2006年6月12日：港鐵東涌綫韓製列車投入東涌綫營運。
- 2006年9月18日：昂坪360啟用，東涌站可步行至纜車站。
- 2007年12月2日：兩鐵合併，由港鐵營運。
- 2008年9月28日：合併收費區，南昌站的東涌綫4號月台（往香港方向）和西鐵綫1號月台（往屯門方向）之間的分隔牆壁打通。
- 2018年9月23日：廣深港高速鐵路香港段通車，乘客可於九龍站步行至香港西九龍站轉乘高鐵。
- 2023年5月25日：東涌西延綫增設的東涌東站及東涌西站正式動工興建。

## 路綫資料
- 站數：8個
- 軌距：1,432毫米
- 雙綫區間：全綫

（九龍站至青衣站一段實際連同機場快綫為雙向4綫，外側為東涌綫使用）
（香港站至九龍站、青衣站至欣澳站及欣澳站至小蠔灣車廠與機場快綫共用路段）
- 電化區間：全綫（直流1,500V）
- 訊號系統：阿爾斯通駕駛運作及維護輔助系統（SACEM）
- 保安系統︰ATO及ATP
- 列車行駛速度：最高每小時135公里

### 服務詳情

#### 班次
下表列出東涌綫列車班次（單位為分鐘）：
| 時段                                                                   | 班次       | 班次 | 東涌:青衣 班次比例 |
| 時段                                                                   | 香港至青衣 | 全綫 | 東涌:青衣 班次比例 |
| ---------------------------------------------------------------------- | ---------- | ---- | ------------------ |
| 星期一至五上午繁忙時段                                                 | 4          | 8    | 1:1                |
| 星期一至五上午繁忙時段前、日間非繁忙時段、晚上繁忙時段後               | －         | 6-8  | －                 |
| 星期一至五下午繁忙時段                                                 | 4          | 4-8  | 2:1                |
| 星期六上午繁忙時段 （2020年2月29日起，所有列車暫時均以東涌站為終點站） | 5          | 10   | 1:1                |
| 星期六10:00至22:00及星期日08:30至22:00                                 | －         | 6-8  | －                 |
| 星期六上午繁忙時段前、22:00後及星期日08:30前、22:00後                  | －         | 10   | －                 |
| 每日清晨及深夜                                                         | －         | 12   | －                 |

1. ↑  每2班列車有1班以東涌為總點站，1班以青衣為終點站並折返前往香港站
2. ↑  每3班列車有2班以東涌為總點站，1班以青衣為終點站並折返前往香港站
3. ↑  每2班列車有1班以東涌為終點站，1班以青衣為終點站並折返前往香港站，由2020年2月29日起直至另行通知，受新型冠狀病毒疫情嚴峻影響，各項防疫抗疫措施令市民出行大為減少，乘客量明顯下跌，星期六全日所有列車均以東涌站為終點站

乘客可以透過iOS或Android應用程式「MTR Mobile」或使用經「data.gov.hk」授權的應用程式查閱東涌綫未來四班抵站列車的到達時間，亦可以在港鐵網站 （页面存档备份，存于）查閱詳細時間表。
另外，當香港天文台發出九號烈風或暴風風力增強信號或十號颶風信號時，東涌綫僅有限度維持九龍站至香港站的列車服務。

## 乘客量
東涌綫途經港九新界的核心地帶，除香港站外的車站大多位於西九龍填海區（如九龍、奧運、南昌），以及後期發展的新市鎮（如青衣、東涌）。隨著多個沿綫住宅項目、沿綫車站上蓋的大型購物中心（如圓方、奧海城、V Walk、青衣城、東薈城），以及不少商業大廈（如國際金融中心、環球貿易廣場、匯豐中心、中銀中心）落成和入伙，再加上港珠澳大橋及廣深港高速鐵路通車，本綫從人流稀疏逐漸變成有著固定而龐大使用人流。
此外，乘客又能夠藉本綫轉乘機場快綫、迪士尼綫、屯馬綫、荃灣綫和港島綫，所以本綫亦分流了來使用荃灣綫往返新界西和香港島的人流。某程度上舒緩了荃灣綫九龍段（美孚站至尖沙咀站）及金鐘站的擠逼情況。惟2002年8月起觀塘綫不再過海前往香港島，部份觀塘綫石硤尾站至彩虹站一段的乘客重投旺角站轉乘荃灣綫及金鐘站轉乘港島綫前往香港島及南區，使彌敦道一段荃灣綫（太子站至尖沙咀站）及金鐘站人流回升（雖然2004年10月尖東站落成後至2009年8月九龍南綫通車前彌敦道一段人流曾稍為回落）。分流荃灣綫乘客的效果只在荃灣綫長沙灣道一段（美孚站至深水埗站）見效，再加上東涌綫非繁忙時間班次密度不高（2020年1月下旬起受新型冠狀病毒爆發後由2020年2月29日起班次進一步減班，曾一度減至約10分鐘一班），導致本綫自身亦不時出現擠逼情況，擠逼情況稍為改善，令分流荃灣綫乘客的效果仍有待改善，新型冠狀病毒疫情爆發後東涌綫班次減幅大於荃灣線，分流作用進一步轉弱。
與此同時，作為唯一一條能直接轉乘機場快綫、迪士尼綫、昂坪360和各新大嶼山巴士（深圳灣口岸路線除外）及愉景灣巴士路線的重鐵路綫，本綫也增加了不少港九新界往返香港國際機場和大嶼山各區，以及來自大嶼山各區出入市區的龐大乘客量。另外，部份本地居民或海外旅客會因機場快綫的車費昂貴而改搭本綫到東涌站接駁車費低廉機場巴士來往機場。
雖然在繁忙時段有龐大人流，但當初因為造價問題，青衣至東涌的路段要與機場快綫共用路軌，難以全線加密班次疏導人流。因此在星期一至五的繁忙時間及星期六的早上，加開往返青衣站至香港站短途列車，以一班東涌站及另一班以青衣站為終點站的梅花間竹形式運作。
然而在2019年下半年起先後受連串社會事件及新型冠狀病毒病疫情的影響，廣深港高速鐵路停駛、嚴格出入境管制措施使訪港旅客近大減及迪士尼樂園數度暫停對外開放，使本線失去往返迪士尼樂園、機場及市區的客源，乘客量明顯下跌。因此由2020年2月29日起，星期六早上所有列車往來東涌站至香港站，直至另行通知。
根據港鐵向香港立法會提交的文件披露，東涌綫最繁忙時段載客率在2014年和2015年均為85%（以車廂每平方米站立4人計算），最繁忙路段在奧運站至九龍站之間。由此載客率比其他線相對較低，繁忙時間乘客逼滿本綫車站月台和車廂的情況不常見。
2016年初東涌綫客量如下：
- 每小時單向最高載客量（以現時訊號系統可容許最密班次計算）：66,000人次
- 現時平均每日載客量（以乘客入閘數字計算）：192,000人次
- 繁忙時間平均載客率：85%
- 非繁忙時間平均載客率：65%

## 票務

### 八達通
八達通是香港的一種電子收費系統，八達通卡的卡片大小和信用卡相若，內置晶片，使用時把卡片放在接收器上即能完成付款過程。
港鐵採用綜合收費系統。乘客如乘搭超過一程車，多數情況下都只需付出車費最高的一程車資，其前後的各一程車都被視為接駁用途（需符合如車費上限及時間的限制），不另收費。
但乘客須注意，出閘或入閘後一分鐘後方可再次使用。

### 單程票
單程票曾是一種附有磁帶的車票，現已全面更換為外形與八達通完全相同的智能車票，於入閘前先行購買。車站大堂設有自動售賣機，售賣各種單程票。單程車票可於各車站售票機購票，乘客可預先多購一張車票作回程之用，但車票只限即日有效。

### 月票
「東涌－南昌全月通加強版」及「東涌－香港全月通加強版」是一種透過八達通來使用的月票，其月票記錄在八達通的內置晶片內。
兩款「全月通」在每月的前7天至該月7日發售，「東涌－南昌全月通加強版」在東涌綫沿途各站（奧運站、九龍站、香港站除外）的客務中心發售，「東涌－香港全月通加強版」則在東涌綫沿途各站的客務中心發售。「東涌－南昌全月通加強版」適用於無限次乘搭東涌綫（往來東涌至南昌站），而「東涌－香港全月通加強版」適用於無限次乘搭東涌綫沿綫各站；使用該月票往來非指定車站之連接車程可享額外正價車費75折優惠（羅湖站或落馬洲站除外）。兩款「全月通」的乘客不可享有其他接駁服務的轉乘優惠。
「東涌－香港全月通加強版」及「東涌－南昌全月通加強版」現時售價分別為HK$675及$430。

## 列車編組
目前東涌綫共使用16列列車行走，車型分佈如下：
- 12列港鐵機場鐵路Adtranz-CAF列車（編組V601/V801-V612/V812）
- 4列港鐵東涌綫韓製列車（編組V613/V813-V616/V816）。

港鐵機場鐵路Adtranz-CAF列車由西班牙CAF及德國ADTranz（已由庞巴迪公司收購）製造，於1998年投入服務，通車初期以7卡編組行走，於2003年為配合南昌站啟用增至8卡（增加動力車卡W7XX）。
由於九廣西鐵、香港迪士尼樂園以及昂坪360相繼落成啟用以致乘客量增加，地鐵於2004年9月為東涌綫向南韓Rotem株式會社訂購的4列新列車。總值為4億5000港元，分別已於2006－2007年投入服務，首列列車已於2006年2月抵港，第2列列車已於2006年5月抵港，第3列列車已於2006年7月抵港，餘下1列韓製新列車在2006年12月到港，其外觀設計大致上與將軍澳綫的韓製列車相同，但列車的駕駛室長多558 mm及車速有所提高（設計最高時速為每小時140公里），而車身色彩則採用與機場鐵路列車相同的色彩，車頭亦不設目的地顯示，該位置改為人手模式警告燈。首列新列車在2006年4月進行試車，並於2006年6月12日中午開始投入服務，第2列新列車在2006年9月4日開始投入服務，第3列新列車在2006年10月6日開始投入服務，第四列新列車在2007年2月26日開始投入服務。列車在投入服務時，已經以8卡編組行走。
2020年，港鐵向中國中車旗下的青島四方機車車輛股份有限公司訂購一批至少23列的新列車，其中至少12列是行走東涌綫，取代已經達到30年不獲翻新的現有Adtranz-CAF電動列車，預計最快2025年第三季完成生產並抵港，新列車經過測試和更換新信號系統後預計在2029年投入服務，屆時Adtranz-CAF列車將會退役並拆解。
| 東涌綫西班牙及德國製列車列車車廂編組註解 | 東涌綫西班牙及德國製列車列車車廂編組註解 | 東涌綫西班牙及德國製列車列車車廂編組註解 | 東涌綫西班牙及德國製列車列車車廂編組註解 | 東涌綫西班牙及德國製列車列車車廂編組註解 | 東涌綫西班牙及德國製列車列車車廂編組註解 | 東涌綫西班牙及德國製列車列車車廂編組註解 | 東涌綫西班牙及德國製列車列車車廂編組註解 | 東涌綫西班牙及德國製列車列車車廂編組註解 | 東涌綫西班牙及德國製列車列車車廂編組註解 | 東涌綫西班牙及德國製列車列車車廂編組註解 |
| 車種                                     | 註釋                                     | 駕駛室                                   | 電動機                                   | 集電弓                                   | 自動 聯結器                              | 長度 (mm)                                | 座位                                     | 輪椅 預留位                              | 數量                                     |                                          |
| ---------------------------------------- | ---------------------------------------- | ---------------------------------------- | ---------------------------------------- | ---------------------------------------- | ---------------------------------------- | ---------------------------------------- | ---------------------------------------- | ---------------------------------------- | ---------------------------------------- | ---------------------------------------- |
| V車廂                                    | 駕駛室集電弓動力車廂                     | O                                        | O                                        | O                                        | O                                        | 24600                                    | 42                                       | 2                                        | 24                                       |                                          |
| W車廂                                    | 動力車廂                                 | X                                        | O                                        | X                                        | X                                        | 22500                                    | 48                                       | 0                                        | 24                                       |                                          |
| X車廂                                    | 拖卡                                     | X                                        | X                                        | X                                        | O                                        | 22500                                    | 48                                       | 0                                        | 24                                       |                                          |
| Y車廂                                    | 集電弓動力車廂                           | X                                        | O                                        | O                                        | O                                        | 22500                                    | 48                                       | 0                                        | 12                                       |                                          |
| Z車廂                                    | 自動聯結動力車廂                         | X                                        | O                                        | X                                        | O                                        | 22500                                    | 48                                       | 0                                        | 12                                       |                                          |

| 東涌綫韓製列車及中國青島四方製列車車卡組合註解 | 東涌綫韓製列車及中國青島四方製列車車卡組合註解 | 東涌綫韓製列車及中國青島四方製列車車卡組合註解 | 東涌綫韓製列車及中國青島四方製列車車卡組合註解 | 東涌綫韓製列車及中國青島四方製列車車卡組合註解 | 東涌綫韓製列車及中國青島四方製列車車卡組合註解 | 東涌綫韓製列車及中國青島四方製列車車卡組合註解 | 東涌綫韓製列車及中國青島四方製列車車卡組合註解 | 東涌綫韓製列車及中國青島四方製列車車卡組合註解 | 東涌綫韓製列車及中國青島四方製列車車卡組合註解 |
| 車廂                                           | 駕駛室                                         | 摩打                                           | 集電弓                                         | 自動 聯結器                                    | 長度(mm)                                       | 座位                                           | 輪椅 預留位                                    | 數量                                           |                                                |
| ---------------------------------------------- | ---------------------------------------------- | ---------------------------------------------- | ---------------------------------------------- | ---------------------------------------------- | ---------------------------------------------- | ---------------------------------------------- | ---------------------------------------------- | ---------------------------------------------- | ---------------------------------------------- |
| V駕駛室拖卡                                    | O                                              | X                                              | X                                              | O                                              | 23788                                          | 42                                             | 2                                              | 8                                              |                                                |
| W/X動力車廂                                    | X                                              | O                                              | X                                              | X                                              | 22000                                          | 42                                             | 1                                              | 12                                             |                                                |
| Y/Z集電弓動力車廂                              | X                                              | O                                              | O                                              | O                                              | 22000                                          | 42                                             | 1                                              | 12                                             |                                                |

備註
- W7XX是在2003年所增加的車卡。部份現編號W7XX的車卡原本為W6XX的車卡，而部份原為W7XX的車卡，則在列車加至八卡前入替部份原本W6XX的車卡

- 東涌綫西班牙製列車外觀
- 東涌綫西班牙製列車車廂
- 東涌綫韓製列車外觀
- 東涌綫韓製列車的閃燈路綫圖（高鐵香港西九龍站啟用前）

## 車站及接駁路綫
| 站名                                                                                 | 站名   | 轉乘路綫                       | 所在行政區域 | 通車日期       |
| 東涌綫                                                                               | 東涌綫 | 東涌綫                         | 東涌綫       | 東涌綫         |
| ------------------------------------------------------------------------------------ | ------ | ------------------------------ | ------------ | -------------- |
|                                                                                      | 東涌   | 東涌纜車站：昂坪360            | 離島區       | 1998年6月22日  |
|                                                                                      | 欣澳   | 迪士尼綫                       | 荃灣區[SUN]  | 2005年6月1日   |
|                                                                                      | 青衣   | 機場快綫                       | 葵青區       | 1998年6月22日  |
|                                                                                      | 茘景   | 荃灣綫                         | 葵青區       | 1998年6月22日  |
|                                                                                      | 南昌   | 屯馬綫                         | 深水埗區     | 2003年12月16日 |
|                                                                                      | 奧運   | -                              | 油尖旺區     | 1998年6月22日  |
|                                                                                      | 九龍   | 機場快綫香港西九龍站：高速鐵路 | 油尖旺區     | 1998年6月22日  |
|                                                                                      | 香港   | 機場快綫中環站：港島綫 荃灣綫  | 中西區       | 1998年6月22日  |
| 附註                                                                                 |        |                                |              |                |
| - SUN 欣澳站位於大嶼山東北部的陰澳，但該區域屬於荃灣區並非離島區，參照區議會分界圖。 |        |                                |              |                |
| 论 编                                                                                |        |                                |              |                |

## 基本限制
1989年10月港英政府公佈「機場核心計劃」宣布將會建造包含東涌綫的機場鐵路，由於時值中英在1990年代香港主權移交前的時期，中國政府認為港英政府大興土木定必「耗盡香港財政儲備」，對港英政府提出遷置香港國際機場的「機場核心計劃」採取抵制態度，當年代表中方的港澳辦主任魯平屢次公開抨擊港英政府的「玫瑰園計劃」（機場核心計劃的別稱）只是企圖花光香港豐厚的財政儲備，經過多輪的中英談判後，為了滿足中國政府的壓縮成本要求，有多項工程需要收縮規模，刪減成本，有部分更需要緩建，在談判興建機場鐵路（即東涌綫和機場快綫）時，港英政府最終不得不修改設計以減少開支，到達成協議時已是1994年11月，基於中方壓縮成本的要求，故系統設備只能滿足最基本的運作需求，形成的先天性問題包括：
- 放棄原方案的全綫四軌設計，改為部分綫路採雙軌設計，東涌綫列車和機場快綫列車在青衣至東涌的大部分路段需要共用路軌，除了沿線需要裝設的轉轍器數量大增，有更多波口位需要維護，也增加列車入錯軌的機會[20]，而且在共用路軌上如有事故發生，兩綫列車的服務勢必一同受到影響，此外在大嶼山增設車站也會受到較多限制，即使增加列車數量也難以加密班次[21]。
- 青馬大橋、馬灣高架道路和汲水門大橋的鐵路線結構改為只容納上下行各一列列車，成為全綫班次的樽頸，此路段的班次，限制於每2分15秒，每方向才可以有一列機場快綫或東涌綫列車通過[21]。
- 訊號系統的功能有限，系統的電腦無力判斷東涌綫或機場快綫的列車該享有優先權駛入之後的共用路段，有時更令機場快綫列車要在九龍站、青衣站、欣澳站的路軌等待正在上落客的東涌綫列車駛走後才能夠繼續行程。
- 供電系統的載荷能力缺乏擴充的空間，使得市區段（九龍至荔景段）要限制進入的列車數量（例如機場快綫九龍至荔景段只可有一列列車、東涌綫奧運站附近為兩列、奧運至荔景隧道入口亦為一列，全部以單向計算），否則會因為用電量過大而發生事故。當東涌綫在該段以3.5分鐘一班行駛時，甚至會動用所有備用變壓器應付；意味著其班次在任何情況下均不可加密至少於3.5分鐘，如有意加密班次便要先進行電力工程提升供電能力。

此外，一些後來運作時的環境因素亦有影響，包括：
- 動工時購入12列德國西班牙列車，數量只夠通車最初幾年的需求，即使增購韓製列車亦只購入4列，可提供的班次數量低於客量需要。一般而言，全數16列的東涌綫列車中，每日最多只有14列列車投入服務；這是因為按慣例安排其中兩列留在車廠，以分別進行定期檢查維修，及作為後備列車以應付突發事故。在任何情況下均不會安排全數列車出勤載客。

## 意外及事故
- 2007年3月13日下午約3時52分，東涌綫發生首宗入錯軌兼「飛站」事故，一列東涌綫列車由香港站駛到九龍站時，由於控制中心人員人為疏忽，錯誤把東涌綫列車引導進入機場快綫的月台，因為路軌先天設計，列車無法駛至奧運站月台上落乘客，須「飛站」直駛至再下一站南昌站，乘客才可乘「回頭車」返回奧運站。[22]
- 2015年9月18日晚上約7時20分，港鐵車務控制中心在列車調動期間，再次將一列往東涌站的東涌綫列車，設定為行走機場快綫路軌，以致未能在九龍站和奧運站正常上落客，約200人受影響，港鐵就此向乘客致歉。[23]
- 2019年3月24日凌晨約0時10分，東涌綫一列開往香港站的列車在行駛途中疑似發生集電弓故障，降速行駛至欣澳站停車後發現部分集電弓脫落。[24]雖然維修人員事後通宵進行修復工作，但該故障當天早間仍未修復。[25]
- 2019年9月至11月期間，受反對逃犯條例修訂草案運動相關事件影響，港鐵稱部分車站遭到破壞或因應警方要求，東涌線多次關閉部分車站及停駛。
- 2021年1月15日，網上流傳一段短片指，有2名男子在東涌線車廂内全身赤裸，並疑於進行猥褻行為，令一眾網民嘩然。港鐵職員當日報警，警方已接手調查[26]。

## 物業發展
遵從香港鐵路一向的發展模式，興建鐵路時會在車站附近發展私人住宅和商業項目，一來以其利潤資助工程費用，二來可增加客源。其中香港站發展為甲級寫字樓、酒店和商場國際金融中心，九龍站發展為綜合商住發展計劃Union Square、奧運站有住宅、商場和寫字樓項目，青衣及東涌站則用作住宅發展。
與以往的私下協商不同，東涌綫首次採用公開招標批出物業發展權，並沿用至今。
到2020年，港鐵配合政府增加私人住宅供應，在映灣園對面的東涌牽引配電站作上蓋發展，興建3幢樓高47層住宅，合共提供約1,300伙單位，為首個在配電站上蓋發展的項目。而基座設5個社福設施，包括綜合家居照顧服務隊分處、殘疾人士社交及康樂中心、到校學前康復服務辦事處等。項目在2021年9月28日截收意向書，合共有35個財團入標。
另外，小蠔灣車廠項目佔地30公頃，將會提供2萬伙單位。經過政府要求下，資助房屋及私人住宅各佔一半，該處亦會設30萬平方呎商場。
而2023年10月初，港鐵突然就東涌東站一期項目招收意向書，位於東涌東站對面。項目總樓面約78.3萬平方呎，住宅樓面上限69.6萬平方呎、商場樓面上限8.8萬平方呎。港鐵共接獲32份意向書，包括長實、新地、信置及會德豐等。然而，項目在招標時卻沒有發展商入標，即時流標。及後，港鐵宣佈將於2024年內再次推出東涌東站一期項目招標。
| 車站   | 商住項目                                             |
| ------ | ---------------------------------------------------- |
| 東涌站 | 東堤灣畔、海堤灣畔、藍天海岸、映灣園                 |
| 青衣站 | 盈翠半島及青衣城                                     |
| 奧運站 | 維港灣、柏景灣及帝柏海灣、君匯港、中銀中心、匯豐中心 |
| 九龍站 | Union Square（包括圓方、環球貿易廣場等）             |
| 香港站 | 國際金融中心                                         |

## 未來發展
| 站名                                                                                 | 站名   | 轉乘路綫     | 轉乘路綫      | 所在行政區域 | 通車日期       |
| 東涌綫                                                                               | 東涌綫 | 東涌綫       | 東涌綫        | 東涌綫       | 東涌綫         |
| ------------------------------------------------------------------------------------ | ------ | ------------ | ------------- | ------------ | -------------- |
| 東涌西                                                                               | 東涌西 | -            | -             | 離島區       | 預計2029年     |
|                                                                                      | 東涌   | 東涌纜車站   | 昂坪360       | 離島區       | 1998年6月22日  |
| 東涌東                                                                               | 東涌東 | -            | -             | 離島區       | 預計2029年     |
| 小蠔灣                                                                               | 小蠔灣 | -            | -             | 離島區       | 預計2030年     |
|                                                                                      | 欣澳   | 迪士尼綫     | 迪士尼綫      | 荃灣區[SUN]  | 2005年6月1日   |
|                                                                                      | 青衣   | 機場快綫     | 機場快綫      | 葵青區       | 1998年6月22日  |
|                                                                                      | 茘景   | 荃灣綫       | 荃灣綫        | 葵青區       | 1998年6月22日  |
|                                                                                      | 南昌   | 屯馬綫       | 屯馬綫        | 深水埗區     | 2003年12月16日 |
|                                                                                      | 奧運   | -            | -             | 油尖旺區     | 1998年6月22日  |
|                                                                                      | 九龍   | 香港西九龍站 | 高速鐵路      | 油尖旺區     | 1998年6月22日  |
| 機場快綫                                                                             | 九龍   |              |               | 油尖旺區     | 1998年6月22日  |
|                                                                                      | 香港   | 中環站       | 荃灣綫 港島綫 | 中西區       | 1998年6月22日  |
| 機場快綫                                                                             | 香港   |              |               | 中西區       | 1998年6月22日  |
| ↓ 接駁北港島綫（走綫未定）                                                           |        |              |               |              |                |
| 附註                                                                                 |        |              |               |              |                |
| - SUN 欣澳站位於大嶼山東北部的陰澳，該區域不屬離島區，而屬荃灣區。參見區議會分界圖。 |        |              |               |              |                |
| 论 编                                                                                |        |              |               |              |                |

### 東涌綫延綫
根據政府就「東涌新市鎮擴展研究」第2階段公眾咨詢的文件，東涌綫未來將新增兩個港鐵車站，分別為東涌東站及東涌西站 （逸東站）。兩個車站建議選址分別位於映灣園一期往東約500米處之企頭角填海土地上；及逸東（一）邨福逸樓西南方之東涌灣沿岸位置。
據《鐵路發展策略2014》，東涌西站獲落實興建，初步預計將於2020年至2024年之間完成。
2018年3月8日，港鐵行政總裁梁國權於全年業續發佈會中表示，東涌綫延綫（包括東涌東站）的建議書已轉交政府考慮。
2020年4月7日，行政長官會同行政會議正式批准港鐵展開東涌綫延綫的詳細規劃及設計，包括東涌東及東涌西兩個車站，預計2023年動工、2029年落成通車，初步估算延綫造價為187億港元。
2023年2月28日，港鐵與政府簽訂東涌綫延綫項目協議，涉及東涌綫延綫融資安排、設計、建造、竣工、營運前籌備工作、營運及維修。港鐵於2023年5月25日動工建造東涌東站及東涌西站兩個新車站，以及相關鐵路工程，預計2029年12月竣工。

### 小蠔灣站
為配合政府在施政報告及財政預算案提出的小蠔灣車廠上蓋物業發展，東涌綫將於東涌東與欣澳之間加建小蠔灣站。新站擬建位置於小蠔灣車廠西面的連接路，鄰近北大嶼山公路，屬於地面車站，格局與欣澳和南昌兩站相似。大堂將設有三個出入口，服務周邊約20,000個公私營單位。港鐵於2021年3月起展開諮詢工作，同年6月11日刊憲，暫未有通車時間表。

### 北港島綫
根據政府就「東涌新市鎮擴展研究」第2階段公眾咨詢的文件，東涌綫將延長至添馬站，與將軍澳綫轉乘（交匯方案）或全綫連接港島綫東段至柴灣（換綫方案）。
據《鐵路發展策略2014》，北港島綫獲落實興建，並採用交匯方案，將軍澳綫會延長至添馬站與東涌綫轉乘。後來提出的北港島綫延伸替代方案是只把將軍澳綫延伸至會展站，取消興建添馬站，東涌綫不會延伸至添馬站；或者將東涌綫與將軍澳綫直通運作，經會展站延伸至寶琳站／康城站。但截至現在仍未有確實規劃及動工日期。
2023年12月12日，運輸及物流局局長林世雄指出，由於港島綫的容量將因應訊號系統提升而增加，而且一些大型規劃例如明日大嶼、北部都會區會改變香港居住和就業人口分布，故直至2046年，都沒有迫切性推展北港島綫，當局會適時檢視該線的需要性，並表示不存在「走數」，意味著北港島綫在2046年前興建的機會不大。

## 外部連結
- 香港鐵路大典上的相关条目：東涌綫